# Polyandra
Polyandra é um género botânico pertencente à família Euphorbiaceae.

## Espécie
- Polyandra bracteosa Leal

## Nome e referências
Polyandra Leal